# Broadcast News – nyhetsfeber
Broadcast News – nyhetsfeber (engelska: Broadcast News) är en amerikansk långfilm från 1987 i regi av James L. Brooks, med William Hurt, Albert Brooks, Holly Hunter och Jack Nicholson i rollerna. Filmen blev sjufaldigt Oscarsnominerad, men vann inga.

## Handling
Filmen handlar om tre personer som arbetar med nyheter i TV. Jane Craig (Holly Hunter) är en skicklig producent. Hennes bäste vän och kollega Aaron Altman (Albert Brooks) är en duktig reporter som är förälskad i Craig, men som samtidigt är besviken över att hans känslor för henne inte är besvarade. Tom Grunick (William Hurt) är nyhetsankaret som är väl medvetet om att han bara tagit sig så långt som han gjort tack vare sitt utseende. Craig är förälskad i Grunick men samtidigt irriterad på sig själv eftersom han symboliserar allt det hon anser vara ett problem inom TV-branschen.

## Rollista
| William Hurt        | – Tom Grunick    |
| Albert Brooks       | – Aaron Altman   |
| Holly Hunter        | – Jane Craig     |
| Robert Prosky       | – Ernie Merriman |
| Lois Chiles         | – Jennifer Mack  |
| Joan Cusack         | – Blair Litton   |
| Christian Clemenson | – Bobby          |
| Jack Nicholson      | – Bill Rorich    |

## Utmärkelser
Oscars
- Nominerad: Bästa film
- Nominerad: Bästa kvinnliga skådespelare (Holly Hunter)
- Nominerad: Bästa manliga skådespelare (William Hurt)
- Nominerad: Bästa manliga biroll (Albert Brooks)
- Nominerad: Bästa originalmanus (James L. Brooks)
- Nominerad: Bästa klippning (Richard Marks)
- Nominerad: Bästa foto (Michael Ballhaus)

Filmfestivalen i Berlin
- Nominerad: Guldbjörnen
- Vann: Silverbjörnen för Bästa kvinnliga skådespelare (Holly Hunter)[2]